# Schandachen
Schandachen (historisch auch Schöndachen) ist eine Ortschaft und eine Katastralgemeinde der Gemeinde Litschau im Bezirk Gmünd in Niederösterreich mit 78 Einwohnern (Stand 1. Jänner 2025). Bis Ende 1971 war Schandachen eine eigenständige Gemeinde.

## Geografie
Das Dorf befindet sich östlich von Litschau und ist von zahlreichen Teichen umgeben. Zur Ortschaft zählen weiters die Rotten Breitel, Burgstall und Weitewies sowie der Weiler Sagmühle. Am 1. April 2020 umfasste die Ortschaft 52 Adressen.

## Geschichte
Das ursprünglich landesfürstliche Lehen kam um 1780 an die Herrschaft Litschau. Die Bauern verfügen über eine mittelmäßige Bestiftung und die Böden geben nur einen mittelmäßigen Ertrag, berichtete Schweickhardt, womit die Viehzucht und die Weberei die Hauptbeschäftigungen darstellten. Im Jahr 1822 wurde der Ort als Dorf mit 29 Häusern genannt, das nach Litschau eingepfarrt war, wohin auch die Kinder eingeschult wurden. Die Herrschaft Litschau besaß die Ortsobrigkeit, übte die Landgerichtsbarkeit aus, besorgte die Konskription und hatte die Grundherrschaft inne.
Laut Adressbuch von Österreich waren im Jahr 1938 in der Ortsgemeinde Schandachen zwei Gastwirte, ein Gemischtwarenhändler, ein Tischler, ein Wagner und einige Landwirte ansässig.
Mit dem 1. Jänner 1972 wurden im Zuge der Niederösterreichischen Kommunalstrukturverbesserung die bis dahin eigenständigen Gemeinden Hörmanns bei Litschau, Litschau, Reitzenschlag, Schandachen und Schlag zu Litschau fusioniert.

## Siedlungsentwicklung
Zum Jahreswechsel 1979/1980 befanden sich in der Katastralgemeinde Schandachen insgesamt 54 Bauflächen mit 24.325 m² und 27 Gärten auf 10.596 m², 1989/1990 waren es 73 Bauflächen. 1999/2000 war die Zahl der Bauflächen auf 153 angewachsen und 2009/2010 waren es 69 Gebäude auf 140 Bauflächen.

## Landwirtschaft
Die Katastralgemeinde ist landwirtschaftlich geprägt. 225 Hektar wurden zum Jahreswechsel 1979/1980 landwirtschaftlich genutzt und 211 Hektar waren forstwirtschaftlich geführte Waldflächen. 1999/2000 wurde auf 208 Hektar Landwirtschaft betrieben und 224 Hektar waren als forstwirtschaftlich genutzte Flächen ausgewiesen. Ende 2018 waren 201 Hektar als landwirtschaftliche Flächen genutzt und Forstwirtschaft wurde auf 225 Hektar betrieben. Die durchschnittliche Bodenklimazahl von Schandachen beträgt 18,6 (Stand 2010).